# Gregorio Blasco
Gregorio Blasco Sánchez (Mundaka, 10 giugno 1909 – Città del Messico, 31 gennaio 1983) è stato un calciatore spagnolo di origini basche.

## Carriera

### Club
Cresciuto nelle giovanili dell'Arenas Club de Getxo, debuttò in prima squadra con l'Acero de Olabeaga, società militante nel campionato regionale di Biscaglia.
Durante un'amichevole prima del campionato 1927-1928, la sua squadra incontrò i plurititolati dell'Athletic Bilbao. La prestazione di Blasco convinse i rojiblancos ad acquistarlo.
Iniziò la stagione 1928-1929 come riserva, ma ben presto si conquistò il posto da titolare. Il suo esordio nella Primera División risale al 10 febbraio 1929 nel derby pareggiato per 1-1 contro la Real Sociedad.
Gli ottimi risultati lo portarono a vincere il Trofeo Zamora per ben tre volte (stagioni 1929-1930, 1933-1934 e 1935-1936). Con l'Athletic vinse quattro campionati e quattro Coppe del Re, giocando un totale di 113 partite in Primera División, e 203 tra campionato e coppe.
Allo scoppio della Guerra civile spagnola, nel 1936, i campionati vennero sospesi e lui giocò con la nazionale dei paesi baschi in un tour europeo volto a raccogliere fondi per i rifugiati baschi, nonché svolgere propaganda a favore del governo basco e della Repubblica. 
Quando la città di Bilbao cadde nelle mani di Franco, la selezione basca continuò il tour in America.
In Messico disputò la Major League 1938-1939, con il nome di Club Deportivo Euzkadi. Al termine della stagione la selezione basca venne sciolta, ma Blasco decise di rimanere in Messico, anche a causa dell'avversione al neonato regime che ne impossibilitava il rientro in patria. Giocò con il Real Club Espana nella stagione 1939-1940 con cui vinse il torneo del Distretto Federale.
Nel 1940 si trasferì in Argentina firmando per il River Plate. Non ebbe fortuna ed in breve ritornò in Messico, sempre al Real Club Espana, con cui rimase fino al 1946 vincendo numerosi trofei.
Nel 1946 si trasferì al CF Atlante: durante la sua prima stagione si ruppe un dito, episodio che lo costrinse il ritiro dal calcio a 38 anni.
In seguito fu allenatore dell'Atlante Soccer Club, con cui vinse un campionato messicano nel 1952.
Blasco si radicò in Messico, dove visse fino alla sua morte nel 1983.

### Nazionale
Blasco è uno dei tanti giocatori che hanno costituito il primo nucleo della nazionale basca, creata dal governo basco durante la guerra civile spagnola.
Ha inoltre vestito la maglia della nazionale spagnola per cinque volte. Il suo debutto internazionale è stato il 30 novembre 1930 nella partita Portogallo-Spagna (0-1). La sua ultima partita tra le furie rosse risale invece al 1936. Lo scarso numero di partite in nazionale è dovuto sia alla sua contemporaneità con Ricardo Zamora (ritenuto il miglior portiere spagnolo di tutti i tempi) che al suo successivo esilio dalla Spagna.

## Palmarès

### Club
- Campionato spagnolo: 4

Athletic Bilbao: 1929-1930, 1930-1931, 1933-1934, 1935-1936
- Coppa di Spagna: 4

Athletic Bilbao: 1930, 1931, 1933, 1934
- Campionato messicano: 4

Real Club Espana: 1940, 1942, 1945, 1947
- Coppa del Messico: 2

Real Club Espana: 1942, 1944
- Campeón de Campeones: 2

Real Club Espana: 1944, 1945

### Individuali
- Trofeo Zamora: 3

1929-1930, 1933-1934, 1935-1936